# Левинский, Александр Петрович
Александр Петрович Левинский — советский и российский футболист, защитник.

## Биография
Является воспитанником куйбышевской ДЮСШ «Восход», первый тренер Геннадий Широчкин.
Первым клубом, с 1975—1976 года, было тольяттинское «Торпедо» за которое сыграл 33 матча и забил 2 гола.
В 1977 году выступал в «Крыльях Советов», в которой дебютировал 2 апреля 1977 года в матче против тбилиского «Динамо» (2:4), а 10 апреля провёл свой единственный матч в кубке СССР в матче против смоленской «Искры» (1:3). В «Крыльях Советов» в 1977 и 1980 годах сыграл 15 матчей.

## Клубная статистика
| Выступление      | Выступление      | Выступление      | Лига СССР | Лига СССР | Кубок | Кубок | дубль | дубль | Итого | Итого |
| Клуб             | Лига             | Сезон            | Игры      | Голы      | Игры  | Голы  | Игры  | Голы  | Игры  | Голы  |
| ---------------- | ---------------- | ---------------- | --------- | --------- | ----- | ----- | ----- | ----- | ----- | ----- |
| Лада (Тольятти)  | вторая           | 1975             | 12        | 0         | —     | —     | —     | —     | 12    | 0     |
| Лада (Тольятти)  | вторая           | 1976             | 21        | 2         | —     | —     | —     | —     | 21    | 2     |
| Лада (Тольятти)  | вторая           | 1978             | 42        | 0         | —     | —     | —     | —     | 42    | 0     |
| Лада (Тольятти)  | вторая           | 1979             | 30        | 0         | —     | —     | —     | —     | 30    | 0     |
| Лада (Тольятти)  | Итого            | Итого            | 105       | 2         | —     | —     | —     | —     | 105   | 2     |
| Крылья Советов   | высшая           | 1977             | 8         | 0         | 1     | 0     | 1     | 1     | 10    | 1     |
| Крылья Советов   | первая           | 1980             | 6         | 0         | —     | —     | —     | —     | 6     | 0     |
| Крылья Советов   | Итого            | Итого            | 14        | 1         | 1     | 0     | —     | —     | 15    | 1     |
| Всего за карьеру | Всего за карьеру | Всего за карьеру | 119       | 2         | 1     | 0     | —     | —     | 120   | 2     |